# Anniversario di nozze
Anniversario di nozze (Twice Two) è un cortometraggio del 1933 con Stanlio e Ollio, conosciuto anche col titolo Due come noi nella versione a colori. La versione più conosciuta è quella col doppiaggio RAI di Franco Latini e Carlo Croccolo.

## Trama
Stanlio è sposato da un anno con Fanny, la sorella gemella di Ollio, e Ollio sposato a sua volta con la sorella gemella di Stanlio, Sandy.

Il giorno dell'anniversario di nozze, le due sorelle organizzano una cena tra parenti; durante i preparativi si guasta la torta, così ne ordinano una nuova.
Quella sera Stanlio riceve dalla moglie quindici centesimi e viene mandato a comprare un gelato alla fragola. Intanto, Ollio e le sorelle di Ollio e Stanlio incominciano a mangiare ma ricevono una serie di telefonate da Stanlio che non riesce a trovare il gelato né alla fragola né a qualsiasi altro gusto, rendendosi conto di non essere finito in una gelateria e spendendo i soldi per telefonare.
Intanto le due donne cominciano a punzecchiarsi. Stanlio torna senza gelato e senza soldi. Poco dopo scoppia una grande lite tra le sorelle dei due amici che costringerà Ollio e Sandy ad andare via di casa e che terminerà con un lancio di torta in piena faccia di Fanny.

## Produzione
Questo cortometraggio è stato interamente girato negli Hal Roach Studios di Culver City, California.

## Distribuzione italiana
Il cortometraggio è stato aggiunto ad un film montato della coppia, creato negli anni trenta, intitolato Lui e... l'altro che comprendeva i cortometraggi Trainati in un buco, Un'idea geniale e questo. Il doppiaggio era della coppia Cassola-Canali. Tuttavia il film è andato perduto. Successivamente un decennio dopo ci fu una riedizione con lo stesso titolo includente la comica Trainati in un buco e spezzoni del film Il compagno B. Il doppiaggio è della coppia Sordi-Zambuto. 
Nel 1966 il film è stato riedito con lo stesso titolo, però conteneva l'intera comica Lavori in corso e ampie parti del lungometraggio Il compagno B. Questa versione è disponibile sia in VHS che in DVD con il doppiaggio di Alberto Sordi (Ollio) e di Mauro Zambuto (Stanlio).
Successivamente la versione doppiata da Sordi-Zambuto è stata distribuita singolarmente nelle edizioni in Vhs. Negli anni '60 il film fu nuovamente distribuito dalla RAI col doppiaggio più fedele della coppia Croccolo-Latini. Questa versione fu distribuita anche a colori. Nel 1992 una casa di distribuzione indipendente distribuito nuovamente la comica col doppiaggio della coppia Melazzi-Maggi.

## Citazioni in altri montaggi
- Contropelo, montaggio del 1935 includente anche Annuncio matrimoniale. Non si sa se il film sia giunto anche in Italia. Se così fosse il doppiaggio probabilmente sarebbe stato effettuato da Paolo Canali (Ollio) e Carlo Cassola (Stanlio).
- Lui e l'altro, montaggio del 1935, riedito poi nel 1966, includente anche i cortometraggi Buone vacanze e Un'idea geniale. Il doppiaggio conosciuto è quello di Alberto Sordi e Mario Zambuto (per la versione del 1966).